# Альба, Хуан Диего
Хуан Диего Альба Боливар (исп. Juan Diego Alba Bolívar); (род. 11 сентября 1997, Тута) — колумбийский профессиональный шоссейный велогонщик, выступающий с 2020 года за команду мирового тура «Movistar Team».

## Достижения
2018
1-й — Этап 3 Vuelta a Antioquia
1-й — Этап 4 Vuelta a Boyacá
2019
3-й Джиро д’Италия U23 — Генеральная классификация
1-й — Этап 6
5-й Чемпионат Колумбии — Групповая гонка U23